# Орел Анатолій Андрійович
Анато́лій Андрі́йович Оре́л  (нар. 28 березня 1943, с. Попівка, нині Миргородський район) — український поет.

## Життєпис
Народився 28 березня 1948 року в селі Попівка Миргородського району Полтавської області в сім'ї вчителя.
Після закінчення середньої школи навчався в Полтавському сільськогосподарському технікумі на агрохімічному відділі. Потому — агрономом-техніком по захисту рослин у Ізяславському районі на Хмельниччині. Завідував Зеленокутською сільською бібліотекою на Миргородщині.
З 1973 року — транспортувальник Миргородського заводу мінеральних вод. У 1988 році заочно закінчив Московський літературний інститут ім. Горького.
Проживає у Миргороді.
Друкувався у районній газеті «Прапор перемоги», обласній — «Комсомолець Полтавщини», республіканській — «Молодь України», журналах: «Дніпро», «Прапор», «Березіль», «Студенческий меридиан» (Москва), колективних збірках: «Ворскла», «У Ворскли і Ятри одні береги», альманахах: «Вітрила» та «Молодая гвардия». Окремі його твори перекладалися російською, даргінською, тувинською, болгарською мовами.
Перша книга поезій А.Орла «Журавлі опівночі» була видана в 1982 році в Києві видавництвом «Молодь».